# Список музичних стилів
Це список музичних стилів. Музику можна описати з точки зору багатьох жанрів та стилів. Класифікації часто є довільними і можуть бути спірними, а тісно пов'язані форми часто перетинаються. Більші жанри та стилі включають більш конкретні підкатегорії. Застосовувані стилі класифікуються у цьому списку за допомогою класифікації жанрів AllMusic.

## Африканські
- Африканський важкий метал
- Африканський хіп-хоп
- Африканський хауз
- Афро-поп
- Афробіт
- Афробіти
- Амапіано
- Апала
- Арабеска
- Арабська поп-музика
- Бенга
- Бікуці
- Бонго флава
- Капука
- Кейп -джаз
- Чалга
- Чимуренга
- Конголезька румба
- Купе-Декале
- Музика фуджі
- Genge
- Gqom
- Хайлайф
- Хіплайф
- Ігбо хайлайф
- Ігбо -реп
- Ісікатамія
- Джит
- Jùjú
- Кадонго Каму
- Кізомба
- Кудуро
- Квайто
- Квела
- Макосса
- Малоя
- Мбалакс
- Мбаканга
- Mbube
- Морна
- Ндомболо
- Пальмове вино
- Рай
- Сакара
- Sega
- Seggae
- Семба
- Шангаан електро
- Soukous
- Кваса квасса
- Таараб
- Зуглоу

## Азійські
- Фанн ат-Танбура
- Фіджірі
- Халіджі
- Ліва
- Савт (Sawt)

### Східноазійські
- Cantopop
- C-поп
- Енка
- Гонконгська англійська попса
- J-поп
- Каваї метал
- Кайокёку
- K-pop
- Мандопоп
- Onkyokei
- Піной-поп
- Тайванська попса
- V-поп
- Vocaloid

### Південно та Південно-Східноазійські
- Бейла
- Баул
- Бхангра
- Карнатичний
- Дангдут
- Дохорі
- Filmi
- Гамелан
- Індустані
- Індійська попса
- Керонконг
- Лавані
- Лук Тунг
  - Лук Крюнг
- Манільський звук
  - Оригінальна музика Піліпіно
- Морлам
- Піной -поп
- Поп -сунда
- Рагіні
- Тайська попса
- V-поп

## Авангард
- Експериментальна музика
- Нойз (шум)
- Конкретна музика (Musique concrète)
- Електроакустична музика

## Блюз
- Африканський блюз
- Блюз-рок
- Крик блюзу
- Британський блюз
- Канадський блюз
- Чиказький блюз
- Класичний жіночий блюз
- Сучасний R&B
- Кантрі -блюз
- Дельта -блюз
- Детройтський блюз
- Електричний блюз
- Євангельський блюз
- Хілл кантрі блюз
- Хокум блюз
- Стрибати блюз
- Блюз Канзас -Сіті
- Луїзіанський блюз
- Мемфіський блюз
- П'ємонтський блюз
- Панк -блюз
- Ритм і блюз
  - Ду-воп
- Соул -блюз
- Сент -Луїський блюз
- Болотний блюз
- Техаський блюз
- Блюз із Західного узбережжя

## Карибські та створені під їх впливом
- Байтхак Гана
- Танцювальний зал
- Буйон
- Каденція-ліпсо
- Каліпсо
- Ча-ча-ча
- Чатні
  - Чатні сока
  - Чатні паранг
- Компаси
- Мамбо
- Менто
- Меренге
- Méringue
- Мозамбік
- Пічакарі
- Пунта
- Пунта-рок
- Расін
- Реггі
  - Даб
  - Закохані рок
  - Рагга
  - Рагга-джангл
  - Злиття реггі
    - Реггі -рок

  - Коріння реггі
- Rocksteady
- Румба
- Ска
  - 2 Тон
  - Ска панк
- Сальса
- Син кубано
- Сонго
- Сока
- Тимба
- Туубаду
- Zouk

## Кантрі
- Альтернативне кантрі
  - Ковпанк
- Американа
- Австралійська кантрі-музика
- Звук Бейкерсфілда
- Блюграсс
  - Прогрессивний блюграсс
- Кантрі-блюз
- Кантрі-поп
- Кантрі-реп
- Кантрі-рок
- Каджун
  - Каджунські скрипки
- Християнська кантрі-музика
- Тісна гармонія
- Dansband
- Хокум
- Хонкі-тонк
- Інструментальне кантрі
- Звук Нешвілла
- Нетрадиційна кантрі
- Музика Нью-Мексико
- кантрі поза законом
- Прогресивна кантрі
- Червоний бруд
- Рокабіллі
  - Пекельна музика
  - Психобіллі/Панкабіллі
- Сертанехо
- Техано
- Кантрі Техасу
- Традиційна кантрі-музика
- Трак-драйвін кантрі
- Вестерн
- Вестерн свінг
- Zydeco

## Для легкого прослуховування
- Фонова музика
- Прекрасна музика
- Музика для ліфтів
- Музика для меблів
- Лаунж-музика
- Посеред дороги
- Музика нового часу

## Електронна музика
- Ambient
  - Ambient dub
  - Dark ambient
    - Dungeon synth
    - Isolationism

  - Drone
  - New-age
    - Andean new-age
    - Neoclassical new-age
    - Space music

  - Reductionism
    - Lowercase
    - Onkyokei
- Bass music
  - Future bass
    - Kawaii future bass

  - Slime punk
  - UK bass
- Breakbeat
  - Acid breaks
  - Baltimore club
    - Jersey club

  - Big beat
  - Breakbeat hardcore
    - 4-beat
    - Darkcore

  - Broken beat
  - Florida breaks
  - Nu skool breaks
  - Progressive breaks
- Disco
  - Afro/cosmic music
  - Electro-disco
    - Hi-NRG
      - Eurobeat
      - Eurodance
        - Hands up
        - Italo dance

    - Italo disco
      - Spacesynth

    - Space disco

  - Euro disco
  - Nu-disco
  - Post-disco
    - Boogie
    - City pop
- Downtempo
  - Acid jazz
  - Chill-out
  - Illbient
  - Trip hop
- Drum and bass
  - Darkstep
  - Drumstep
  - Funkstep
  - Hardstep
  - Intelligent drum and bass
  - Jazzstep
  - Jump-up
  - Liquid funk
  - Neurofunk
  - Sambass
  - Techstep
- Dub
  - Dub poetry
- Electroacoustic music
  - Acousmatic music
  - Electroacoustic improvisation
  - Live electronics
  - Musique concrète
- Electronic rock
  - Dance-rock
    - Alternative dance
      - Madchester
        - Baggy

    - Dance-punk
      - New rave

  - Electronicore
  - Krautrock
  - New wave
    - Cold wave
    - Dark wave
      - Neoclassical dark wave
      - Neue Deutsche Todeskunst

    - Ethereal wave
      - Nu-gaze

    - Minimal wave
    - Neue Deutsche Welle
    - New romantic
    - Synth-pop
      - Dance-pop
        - Disco polo

      - Electroclash
        - Electropop

      - Indietronica

  - Post-rock
  - Space rock
  - Synth-punk
- Electronica
  - Berlin School
  - Dubtronica
  - Folktronica
  - Funktronica
  - Jazztronica
  - Laptronica
  - Livetronica
  - Progressive electronic
- Ethnic electronica
  - Asian underground
  - African electronic dance music
    - Afrobeats
      - Azonto

    - Coupé-Décalé
    - Kuduro
    - Mahraganat
    - Shangaan electro

  - Dancehall pop
  - Nortec
  - Rabòday
  - Rara tech
  - Shamstep
  - Trival
  - Worldbeat
    - Manila sound
- Jungle
  - Ragga jungle
- Hardcore
  - Bouncy techno
  - Breakcore
    - Raggacore

  - Cybergrind
  - Digital hardcore
  - Doomcore
  - Frenchcore
  - Габбер
    - Mainstream hardcore

  - Happy hardcore
  - Lento violento
  - Mákina
  - Speedcore
    - Extratone
    - Splittercore
- Hardstyle
  - Dubstyle
  - Jumpstyle
- Hauntology
  - Chillwave
  - Hypnagogic pop
  - Synthwave
    - Sovietwave

  - Vaporwave
    - Future funk
    - Hardvapour
    - Mallsoft
- Hip hop fusion genres
  - Afroswing
  - Alternative hip hop
    - Hipster hop

  - Cloud rap
  - Crunk
    - Crunkcore
    - Snap music

  - Emo rap
  - Electro
    - Latin freestyle

  - Hip house
  - Instrumental hip hop
    - Lo-fi hip hop

  - Merenrap
    - Merenhouse

  - Miami bass
    - Funk carioca
      - Funk ostentação
      - Melodic funk
      - Proibidão
      - Rasteirinha

  - Mumble rap
  - Trap
    - Drill
      - UK drill

    - Latin trap
    - Phonk
    - Trap (EDM)
    - UK trap
- House music
  - Acid house
  - Afro house
    - Amapiano
    - Gqom
    - Kidandali
    - Kwaito

  - Ambient house
  - Balearic beat
  - Bass house
    - Brazilian bass

  - Changa tuki
  - Chicago hard house
  - Chicago house
  - Deep house
  - Diva house
    - Hardbag

  - Electro house
    - Big room house
    - Complextro
    - Dutch house
    - Fidget house
    - Jungle terror
    - Melbourne bounce

  - Electro swing
  - Euro house
  - French house
  - Funky house
  - Future house
  - Герідж-хауз
  - Ghetto house
    - Ghettotech
    - Juke house
      - Footwork

  - Italo house
  - Jazz house
  - Latin house
  - Microhouse
  - Moombahton
    - Moombahcore

  - New Jersey sound
  - Outsider house
  - Progressive house
  - Tech house
  - Tribal house
  - Tropical house
  - UK hard house
    - Hard dance
    - Hard NRG
    - Pumping house
      - Hardbass

    - Scouse house
- Industrial \ post-industrial
  - Deconstructed club
  - Electro-industrial
    - Dark electro
      - Aggrotech

  - Electronic body music (EBM)
    - Futurepop
    - New beat

  - Industrial hip hop
  - Industrial metal
    - Neue Deutsche Härte

  - Industrial rock
  - Martial industrial
  - Неофолк
  - Witch house
- Intelligent dance music (IDM)
  - Drill 'n' bass
  - Glitch
    - Glitch hop
- Noise music
  - Danger music
  - Japanoise
  - Harsh noise
    - Harsh noise wall

  - Power electronics
    - Death industrial

  - Power noise
- Plunderphonics
  - Sampledelia
- Techno
  - Acid techno
  - Ambient techno
  - Birmingham sound
  - Bleep techno
  - Detroit techno
  - Dub techno
  - Hardtechno
    - Free tekno

  - Industrial techno
  - Minimal techno
  - Schaffel
  - Toytown techno
- Trance music
  - Acid trance
  - Balearic trance
  - Dream trance
  - Euro-trance
  - Hard trance
  - Goa trance
    - Nitzhonot

  - Progressive trance
  - Psychedelic trance
    - Dark psytrance
    - Full-On
    - Progressive psytrance
    - Psybient
    - Psydub
    - Suomisaundi
    - Zenonesque

  - Tech trance
  - Uplifting trance
  - Vocal trance
- UK garage
  - 2-step garage
  - Bassline
  - Breakstep
  - Dubstep
    - Brostep
      - Powwow-step

    - Post-dubstep
    - Reggaestep
    - Riddim

  - Future garage
  - Grime
    - Grindie

  - Speed garage
  - UK funky
  - Wonky
- Video game music
  - Chiptune
    - Bitpop
    - Skweee
    - Nintendocore

  - FM synthesis
  - Sequencer music

## Сучасна фолк-музика
- Американа
- Антифолк
- Кельтська музика
- Чалга
- Сучасний народний
- Коридо
- Філк
- Фольк-рок
  - Кельтський рок
- Фольктроніка
- Виродковий народ
- Інді -фолк
- Індустріальний народний
- Неофолк
- Маріачі
  - Ранчера
- Прогресивний фолк
- Пісня протесту
- Психоделічний фолк
- Співачка-автор пісень
- Skiffle
- Співана поезія
- Ковбойська/західна музика
  - Червоний бруд
  - Нью-Мексика
  - Кантрі-музика Техасу
  - Техано

Див. також Відродження американського фолку, Відродження британського фолку

## Хіп хоп
- Альтернативний хіп-хоп
- Австралійський хіп-хоп
- Бонго флава
- Бумбеп
- Британський хіп -хоп
- Чоп хоп
- Чоппер
- Християнський хіп -хоп
- Класичний хіп -хоп
- Хмарний реп
- Свідомий хіп -хоп
- Хрусткий
- Кранккор
- Брудний реп
- Дрілл
- Електромузика
- Емо -реп
- Експериментальний хіп -хоп
- G-фанк
- Гангста -реп
- Гето-хауз
- Гетотех
- Хіп-хоп золотого віку
- Грязь
- Хардкорний хіп-хоп
- Хіп-хауз
- Хіплайф
- Хіп-поп
- Hipster hop
- Жах
- Гіфія
- Індустріальний хіп-хоп
- Інструментальний хіп-хоп
- Джазовий реп
- Джерсі клуб
- Квайто
- Ліричний хіп -хоп
- Низький проміжок
- Меренрап
- Мотсако
- Мамбл-реп
- Nerdcore
- Нью-джек-свінг
- Новий шкільний хіп-хоп
- Олдскул хіп-хоп
- Політичний хіп-хоп
- Рагга
- Реггетон
- Снеп
  - Jerkin '
- Пастка
- Міська Пасифіка
- Хіп-хоп Західного узбережжя

## Джаз
- Кислотний джаз
- Афро-кубинський джаз
- Альт-джаз
- Авангардний джаз
- Бібоп
- Бугі-вугі
- Босса нова
- Бразильський джаз
- Британський танцювальний ансамбль
- Кейп -джаз
- Камерний джаз
- Континентальний джаз
- Крутий джаз
- Кросовер джаз
- Диксиленд
- Етноджаз
- Європейський вільний джаз
- Вільний фанк
- Вільна імпровізація
- Фрі-джаз
- Циганський джаз
- Жорсткий боп
- Джазовий блюз
- Джаз-фанк
- Джазовий фьюжн
- Джазовий реп
- Джазовий рок
- Джаз Канзас-Сіті
- Латинський джаз
- Лівтроніка
- M-база
- Основний джаз
- Модальний джаз
- Нео-боп джаз
- Нео-гойдалки
- Новинка регтайму
- Ну джаз
- Оркестровий джаз
- Постбоп
- Панк -джаз
- Регтайм
- Самба-джаз
- Шибуя-кей
- Ска джаз
- Плавний джаз
- Соул -джаз
- Страйд -джаз
- Прямий джаз
- Гойдалки
- Третій потік
- Традиційний джаз
- Вокальний джаз
- Джаз на Західному узбережжі

## Латинська
- Бразильська
  - Ейс
  - Бразильський рок
  - Брега
    - Течнобрега

  - Чоро
  - Форро
  - Frevo
  - Фанк каріока
  - Ламбада
    - Зук-Ламбада

  - Маракату
  - Популярна бразильська музика
    - Тропікалія

  - Музика сертанея
  - Музика Нью -Мексико
  - Самба
    - Пагоде
    - Самба -рок
- Бугалу
- Латинська християнська
- Латинський джаз
  - Афро-кубинський джаз
  - Босса Нова
- Латинська попса
  - Латинська балада
- Латинський рок
  - Латинська альтернатива
  - Rock en Español
- Регетон
  - Латинська пастка
- Регіональний мексиканець
  - Банда
  - Нортеньо
- Традиційні:
  - Фламенко
  - Танго
  - Народна
    - Bullerengue
    - Фадо
    - Групера
    - Уайно
    - Маріачі
      - Ранчера

    - Мексиканський син
    - Música criolla
    - Nueva canción
- Тропічний
  - Бачата
  - Болеро
  - Кріолла
  - Кумбія
    - Чича
    - Порро

  - Гуаджіра
  - Мамбо
  - Меренге
  - Румба
  - Сальса
    - Salsa romántica

  - Сину
  - Техано
  - Тимба
  - Tropipop
  - Валленато

## Поп
- Сучасна музика для дорослих
- Арабська попса
- Бароковий поп
- Будівля Бріла
- Britpop
- Жувальна поп -музика
- Кансьон
- Канзона
- Чалга
- Шансон
- Християнська попса
- Класичні хіти
- Класичний кросовер
- Кантрі-поп
- C-поп
  - Хоккієн-поп
  - Мандопоп
- Creed pop
- Танці-поп
- Диско -поло
- Електропоп
- Європоп
  - Австропоп
  - Євробіт
  - Французька попса
  - Танець італо
  - Італійська дискотека
  - Лайко
  - Латинська попса
  - Nederpop
  - Російська попса
- Фадо
- Народна попса
- Гіперпоп
- Іранська попса
- Інді -поп
  - Тві -поп
- J-поп
- Джангл поп
- К-поп
  - Корейський хіп -хоп
  - Корейський рок
  - Тонг гітара
  - Рись
- Латинська балада
- Болотний поп Луїзіани
- Мексиканська попса
- Новий романтик
- Старі
- Оперна естрада
- Піной -поп
  - OPM
- Поп -реп
- Поп -рок
  - Power pop
  - Софт-рок
  - Поп -панк
    - Неонова попса
    - Емо -поп
- Поп -душа
- Прогресивна попса
- Психоделічна попса
- Ребетіко
- Шлагер
- Софісті-поп
- Космічна епоха поп
- Сонячний поп
- Серфінг -поп
- Synthpop
- Підлітковий поп
- Традиційна поп -музика
- Турецька попса
- Vispop
- Wonky pop
- Worldbeat
- Так-так

## R&B і соул
- Альтернативні R&B
- Сучасний R&B
- Диско
- Фанк
  - Глибокий фанк
  - Звук Міннеаполіса
- Музика вільного стилю
  - Го-го
- Душа хіп -хопу
  - Пост-диско
  - Психоделічний фанк
  - Бугі
- Євангельська музика
- Нова гойдалка з домкратом
- Ритм і блюз
  - Ду-воп
- Душа
  - Синьоока душа
  - Душа хіп -хопу
  - Північна душа
  - Нео душа
  - Південна душа

## Рок
- Alternative rock
  - Dream pop
    - Shoegaze
      - Blackgaze

  - Грандж
    - Post-grunge

  - Indie rock
    - Dunedin sound
    - Math rock
    - Post-punk revival

  - Sadcore
  - Slowcore
- Біґ-біт
- Christian rock
- Classic rock
- Dark cabaret
- Електро-рок
  - Electronicore
- Experimental rock
  - Артрок
  - Індастріал-рок
  - Постпанк
    - Готичний рок
    - No wave
    - Нойз-рок

  - Post-rock
    - Post-metal
- Фолк-рок
  - Celtic rock
- Фанк-рок
- Гаражний рок
- Глем-рок
- Хардрок
- Важкий метал
  - Альтернативний метал
    - Фанк-метал
    - Nu Metal
    - Rap Metal

  - Avant-garde metal
  - Blackened death metal
  - Блек-метал
    - Atmospheric Black Metal
    - Blackgaze
    - Melodic Black Metal
    - National Socialist Black Metal
    - Symphonic black metal
    - Viking metal
    - War metal

  - Christian metal
    - Unblack metal

  - Death metal
    - Death 'n' roll
    - Melodic death metal
    - Technical death metal
    - Deathgrind

  - Doom metal
    - Death-doom

  - Drone metal
  - Фолк-метал
    - Celtic metal
    - Medieval metal
    - Pagan metal

  - Глем-метал
  - Готичний метал
  - Індастріал-метал
  - Kawaii metal
  - Latin metal
  - Металкор
    - Melodic metalcore
    - Дезкор
    - Маткор

  - Metalstep
  - Neoclassical metal
  - Neue Deutsche Härte
  - Post-metal
  - Павер-метал
  - Прогресивний метал
    - Djent

  - Sludge metal
  - Спід-метал
  - Symphonic metal
  - Thrash metal
    - Crossover thrash
    - Groove metal
- Джаз-рок
- Нова хвиля
  - World fusion
- Paisley Underground
- Desert rock
- Попрок
  - Софт-рок
- Progressive rock
  - Canterbury scene
  - Краут-рок
  - Neo-progressive rock
  - New prog
  - Post-Progressive
  - Rock in Opposition
  - Спейс-рок
- Психоделічний рок
  - Acid rock
  - Freakbeat
  - Neo-psychedelia
  - Raga rock
- Punk rock
  - Anarcho punk
    - Crust punk
      - D-beat

  - Art punk
  - Christian punk
  - Deathrock
  - Digital hardcore
  - Folk punk
    - Кельтік-панк
    - Cowpunk
    - Gypsy punk

  - Garage punk
  - Грайндкор
    - Crustgrind
    - Noisegrind
    - Goregrind

  - Hardcore punk
    - Crossover thrash
    - Melodic hardcore
    - Постхардкор
      - Emo
        - Emo pop
        - Скримо

    - Powerviolence
    - Стріт-панк
    - Трешкор

  - Horror punk
  - Поппанк
    - Neon pop

  - Nazi punk
  - Oi!
  - Psychobilly
  - Punk pathetique
  - Riot grrrl
  - Ska punk
  - Скейт-панк
- Реп-рок
  - Репкор
- Reggae rock
- Рок-н-ролл
- Southern rock
- Stoner rock
- Sufi rock
- Серф-рок
- Visual kei
  - Nagoya kei
- Worldbeat

## Класична музика
- Рання музика
  - Середньовічна музика (500—1400)
    - ars antiqua (1170—1310)
    - ars nova (1310—1377)
    - ars subtilior (1360—1420)
    - Неосередньовічна музика

  - Епохи музики Відродження (1400—1600).
  - Музика бароко (1600—1750)
  - галантна музика (1720—1770 -ті)
- Загальноприйнятий період
  - Музика бароко (1600—1750)
  - галантна музика (1720—1770 -ті)
  - Класичний період (музика) (1750—1820)
  - Романтична музика (1780—1910)
- ХХ та ХХІ століття (1901 — нині):
  - Модернізм (музика) (1890—1930)
  - Імпресіонізм у музиці (1875 або 1890—1925)
  - Неокласицизм (музика) (1920—1950)
  - високий модернізм (1930 — по теперішній час)
  - епохи постмодерної музики (1930 -нині)
  - Експериментальна музика (1950 — нині)
  - Сучасна класична музика (1945 чи 1975 -нині)

## Інші
- Дитяча музика
- Танцювальна музика
- Музика написана для партитуру п'єси, мюзикли, тощо: FILMI, побічної музика, відео ігри музика, музика залу пісень і showtunes
- Музика для бальних танців : pasodoble, cha cha cha та інші
- Близькосхідна музика, яка охоплює кілька музичних стилів на Близькому Сході.
- Релігійна музика : григоріанський спів, духовні пісні, гімни тощо
- Епізодична музика: військова музика, марші, національні гімни та відповідні композиції
- Регіональна та національна музика без значного комерційного впливу за кордоном, за винятком випадків, коли вона є версією міжнародного жанру, такого як: традиційна музика, усні традиції, морські черепахи, робочі пісні, потішки, арабеска та корінна музика . У Північній Америці та Західній Європі регіональні та національні жанри, які не належать до західного світу, іноді класифікують як музику світу .
- Йодінг

Ці категорії не є вичерпними. Музична платформа Gracenote налічує понад 2000 музичних жанрів (включаючи ті, які створені звичайними меломанами, які не залучені до музичної індустрії, які, як кажуть, є частиною «народної сономії», тобто таксономії, створеної не експертами). Більшість цих жанрів були створені музичними лейблами для націлювання на нову аудиторію, проте класифікація корисна для пошуку музики та її розповсюдження.